# Aeropuerto Internacional Sadiq Abubakar III
El Aeropuerto Internacional Sadiq Abubakar III o Aeropuerto Sultan Saddik Abubakar (IATA: SKO, OACI: DNSO) es un aeropuerto que atiende a Sokoto, una ciudad en el Estado de Sokoto de Nigeria.

## Aerolíneas y destinos
| Aerolíneas  | Destinos     |
| ----------- | ------------ |
| Air Nigeria | Abuya, Lagos |
| Arik Air    | Abuya, Lagos |